# جوزيف بارباتو
جوزيف بارباتو (11 أغسطس 1994 بباستيا في فرنسا - ) (بالفرنسية: Joseph Barbato)‏ هو لاعب كرة قدم فرنسي في مركز الهجوم. لعب مع نادي باستيا وUS Colomiers Football ‏ وSC Bastia Reserves and Academy ‏.

## روابط خارجية
- جوزيف بارباتو على موقع رابطة كرة القدم الفرنسية للمحترفين (الإنجليزية)
- جوزيف بارباتو على موقع قاعدة بيانات كرة القدم.إي يو (الإنجليزية)
- جوزيف بارباتو على موقع Soccerway.com (الإنجليزية)
- جوزيف بارباتو على موقع AS.com (الإسبانية)